# Piotr Ershov

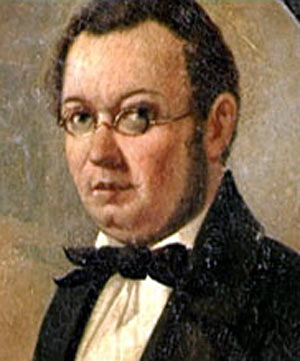
Piotr Ershov

Piotr Pavlovitch Ershov — em russo: Пётр Павлович Ершов (6 de março de 1815 – 30 de agosto de 1869) foi um poeta russo, autor do famoso conto de fadas O Cavalinho Corcunda.